# Vancouver Grizzlies 1995-1996
La stagione 1995-96 dei Vancouver Grizzlies fu la 1ª nella NBA per la franchigia.
I Vancouver Grizzlies arrivarono settimi nella Midwest Division della Western Conference con un record di 15-67, non qualificandosi per i play-off.

## Roster
| N° | Naz.                   | Ruolo | Sportivo        | Anno | Alt. | Peso |
| -- | ---------------------- | ----- | --------------- | ---- | ---- | ---- |
| 00 | Stati Uniti (bandiera) | C     | Benoit Benjamin | 1964 | 213  | 113  |
| 2  | Stati Uniti (bandiera) | G     | Greg Anthony    | 1967 | 183  | 80   |
| 4  | Stati Uniti (bandiera) | G     | Byron Scott     | 1961 | 191  | 88   |
| 5  | Stati Uniti (bandiera) | G     | Darrick Martin  | 1971 | 180  | 77   |
| 7  | Stati Uniti (bandiera) | G     | Lawrence Moten  | 1972 | 196  | 84   |
| 14 | Stati Uniti (bandiera) | G     | Eric Murdock    | 1968 | 185  | 86   |
| 15 | Stati Uniti (bandiera) | C     | Rich Manning    | 1970 | 211  | 115  |
| 17 | Stati Uniti (bandiera) | A     | Chris King      | 1969 | 203  | 98   |
| 18 | Stati Uniti (bandiera) | A     | Ashraf Amaya    | 1971 | 203  | 104  |
| 21 | Stati Uniti (bandiera) | GA    | Gerald Wilkins  | 1963 | 198  | 84   |
| 30 | Stati Uniti (bandiera) | GA    | Blue Edwards    | 1965 | 193  | 91   |
| 32 | Stati Uniti (bandiera) | A     | Doug Edwards    | 1971 | 201  | 100  |
| 34 | Stati Uniti (bandiera) | A     | Anthony Avent   | 1969 | 206  | 107  |
| 40 | Stati Uniti (bandiera) | AC    | Antonio Harvey  | 1970 | 211  | 102  |
| 40 | Stati Uniti (bandiera) | GA    | Cuonzo Martin   | 1971 | 196  | 97   |
| 44 | Stati Uniti (bandiera) | AC    | Kenny Gattison  | 1964 | 203  | 102  |
| 50 | Stati Uniti (bandiera) | C     | Bryant Reeves   | 1973 | 213  | 125  |
| 52 | Stati Uniti (bandiera) | C     | Eric Mobley     | 1970 | 211  | 107  |

## Staff tecnico
- Allenatore: Brian Winters
- Vice-allenatori: Jimmy Powell, Rex Hughes, Lionel Hollins